# Данило Столпник
Свети Данило Столпник је био стилит, рођен 409. године у селу Мерата близу града Самосате на реци Еуфрат, а преминуо 11. децембра 493. живећи на стубу више од тридесет година.

## Житије
Житије овог светитеља је сачувано у две верзије. Рођен је у породици хришћана Илије и Марте. Са дванаест година је кришом побегао у манастир, али тамо нису желели да га приме због тога што је био сувише млад. Међутим, попустили су због Данилове упорности, а и родитељи који су га у међувремену пронашли, сагласили су се да остане у манастиру. Данило је имао жељу да упозна двадесет година старијег Симеона Столпника, што му се и остварило када је игуман његовог манастира ишао послом за Антиохију, те је повео и младог калуђера. Та посета је оставила велики утисак на њега. Када је игуман умро, калуђери су тражили од Данила да заузме његово место. Међутим, уместо тога, он се поново запутио код Симеона, а потом у Цариград, односно у предграђе Анаплус, где се 460. године попео на стуб и тако симболично постао Симеонов наследник. Убрзо је стекао углед у народу и направљен му је већи стуб. Веровало се у његове исцелитељске и пророчанске моћи.
У житију се наводи и Данилов знатан политички утицај. Учествовао је у преговорима византијског цара Лава I и Губазиса, цара Лазике. Цар Лав је веома поштовао Данила, наводно се и сам уверивши у његове натприродне моћи, те је једном приликом наредио да се направи кров на стубу на коме је обитавао Данило како би га спасао од смрзавања, што се једном умало и десило. Данило се овој одлуци у прво време противио, а онда је попустио. Када је цар Вазилиск (475—476), чији је долазак на власт Данило наводно и прорекао, ушао у сукоб са патријархом Акакијем (472—489), јер је желео да шири монофизитизам, патријарх је затражио Данилову помоћ. Данило је тада сишао са свог стуба и запутио се ка цару. Међутим, путем су га носили верници јер му ноге нису навикле на ходање. Цар је избегавао сусрет са монахом, али када је овај предсказао његову скору смрт, затражио је помирење. Међутим, Данило није желео да порекне своје пророчанство и вратио се на свој стуб. И заиста, Вазилиска је на престолу заменио стари цар Зенон (476—491), који је испоштовао Данила не желећи да прави исту грешку као његов шурак Вазилиск.
Када је умро, Данилу је приређена велелепна сахрана, а уприличен му је велики саркофаг од скупоценог камена.

## У уметности
У житију се помиње икона овог светитеља сачињена од сребра и тешка више од тридесет килограма.

## Празник
Православна црква слави га 11. децембра по грегоријанском, а 24. децембра по јулијанском календару.